# ۹۹۷ (قمری)
۹۹۷ (قمری)، نهصد و نود و هفتمین سال در گاهشماری هجری قمری است. اول محرم این سال برابر با بیستم نوامبر سال ۱۵۸۸ میلادی است.